# Royal Australian Air Force Ensign

Royal Australian Air Force Ensign

1948-1982

1922-1948

Le Royal Australian Air Force Ensign est le drapeau officiel de la Royal Australian Air Force, la composante aérienne des forces armées australiennes. Il reprend les éléments du drapeau de l'Australie, soit le Blue Ensign avec une étoile à 7 pointes sous le canton et la constellation de la croix du Sud sur le battant, mais la couleur bleue du Blue Ensign est remplacée par le bleu de l'Armée de l'air britannique, et la croix du Sud est légèrement orientée pour laisser place, dans la partie inférieure droite, à la cocarde au kangourou de la Royal Australian Air Force. Le pavillon a été proclamé comme un drapeau de l'Australie sous la section 5 du Flag act le 6 mais 1982.
La croix du sud est inclinée alors que la Gamma Crucis reste dans la même position comme sur le drapeau national est l'Alpha Crucis est bougée le long de l'axe vers le palan d'un sixième de la largeur du drapeau. Ce résultat dans cette axe de rotation de 14.036° dans le sens horaire autour de la Gamma Crucis et que chaque étoile est tournée dans cette direction, bien que la constellation de l'ensemble n'est pas simplement tourné.

## Histoire
La RAAF est établie en 1921. Le 24 juillet 1922, La British Royal Air Force Ensign, un British ensign bleu ciel avec la cocarde de la RAF, a été approuvé sur celui de la RAAF. ce drapeau a été utilisé jusqu'en 1948, quand la RAAF demanda à changer de drapeau afin d'éviter une confusion. Un mandat pour le nouveau drapeau, qui avait la cocarde dans la partie basse avec l'Étoile de la fédération et la croix du sud inclinée pour correspondre avec le drapeau national à atét donné en 1949. La RAAF adopta une cocarde distinctive le 2 juillet 1956, un kangouroo remplace le cercle rouge de la version britannique. L'ancienne cocarde est restée sur l'ensign jusqu'en 1981, quand Élisabeth II en tant que Reine d'Australie approuva la modification au drapeau actuel.
Bien que le drapeau est uniquement hissé par la RAAF, une dérogation a été autorisée pour la New Lambton Public School, en Nouvelle-Galles du Sud, le 18 mai 1995 pour faire flotter le RAAF ensign. C'était en reconnaissance de l'implication de l'école pendant la Seconde guerre mondiale, le bâtiment a été réquisitionné par la RAAF comme quartier-général No. 2 Fighter Sector Headquarters. New Lambton Public School est la seule école en Australie à avoir le permission de faire flotté le drapeau RAAF sur un bâtiment civil.

## Sources
1. ↑  « Air Force Ensign » [archive du 16 juin 2005], sur Ausflag site (consulté le 2 août 2005)
2. ↑  « Royal Australian Air Force Flags », sur Flags of the World (consulté le 24 janvier 2006)
3. ↑  « RAAF Badge and Roundel » [archive du 5 juillet 2005], sur RAAF website (consulté le 2 août 2005)
4. ↑  « 1998 Special Article – The Australian Flag », sur Year Book Australia, ABS, janvier 1988 (consulté le 2 août 2005)
5. ↑  New Lambton Public School, « RAAF Ensign » [archive du 28 septembre 2007] (consulté le 16 août 2007) Contains excerpt of letter from Air Vice-Marshal Bob Richardson, 1995-05-18

- (en) Cet article est partiellement ou en totalité issu de l’article de Wikipédia en anglais intitulé « Royal Australian Air Force Ensign » (voir la liste des auteurs).